# Cryptocephalus cruciger
Cryptocephalus cruciger là một loài bọ cánh cứng trong họ Chrysomelidae. Loài này được Hellen miêu tả khoa học năm 1922.